# Адівасі

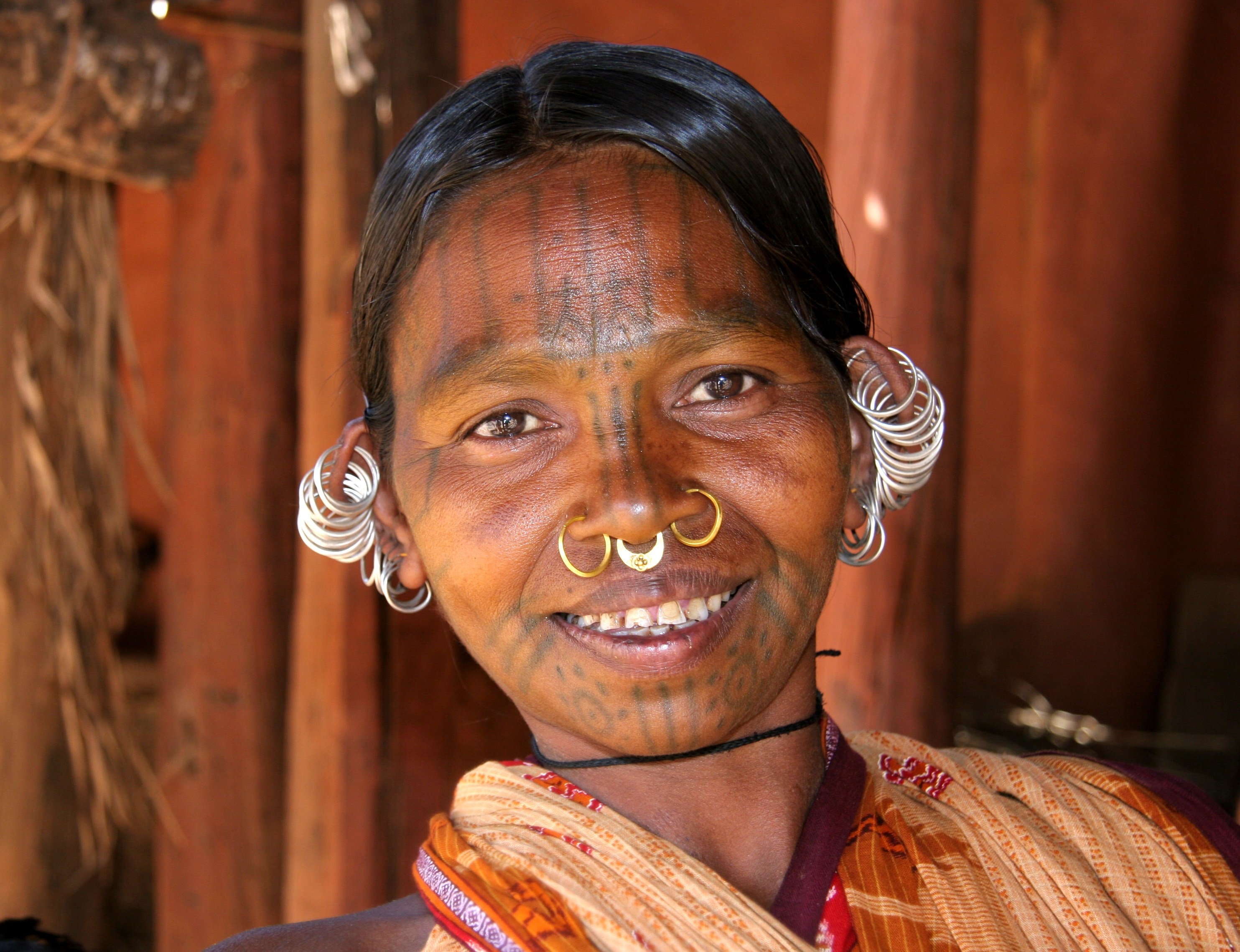
Жінка з племені Кхонд, штат Орісса.

Адівасі (деванагарі: आदिवासी, Ādivāsīs — «старі мешканці», англ. adivasi) — умовний термін, що означає будь-яку з етнічних груп або племен, що вважаються аборигенними мешканцями Індії. Ці групи, хоча зараз і вважаються меншинами, разом складають істотну частину населення Індії.
Громади адівасі найбільш представлені в штатах Орісса, Мадх'я-Прадеш, Чхаттісгарх, Раджастан, Гуджарат, Махараштра, Андхра-Прадеш, Біхар, Джхаркханд, Західний Бенгал, Мізорам, Андаманських і Накобарських островах. Багато з невеликих груп дуже чутливі до руйнування природного середовища, що відбувається як через модернізацію країни, так і через традиційне нищення лісів для сільського господарства. Ці племена офіційно визнаються індійським урядом, а їх представники мають право на певні пільги.

Percent of scheduled tribes in India by tehsils by census 2011